# Малый Каинзас
Малый Каинзас — река в России, протекает по Усть-Абаканскому району Республики Хакасия. Устье реки находится в 5 км от устья реки Каинзас по левому берегу. Длина реки составляет 8 км.

## Данные водного реестра
По данным государственного водного реестра России относится к Верхнеобскому бассейновому округу, водохозяйственный участок реки — Томь от истока до города Новокузнецк, без реки Кондома, речной подбассейн реки — Томь. Речной бассейн реки — (Верхняя) Обь до впадения Иртыша.